# Asociația Elvețiană de Fotbal
Asociația Elvețiană de Fotbal (germană Schweizerischer Fussballverband, franceză Association Suisse de Football, italiană Associazione Svizzera di Football/Calcio, retoromană Associaziun Svizra da Ballape) este forul conducător al fotbalului elvețian. Organizează: Superliga Axpo.